# 大道寺盛昌
大道寺 盛昌（だいどうじ もりまさ）は、戦国時代の武将。後北条氏の家臣。

## 経歴
後北条氏（伊勢氏）の家臣・大道寺重時（発専）の子として誕生。生年は延徳元年（1489年）または2年（1490年）と推定される。
重時は、北条早雲（伊勢宗瑞）と共に駿河国へ同行した御由緒六家の一人。大道寺政繁の父とも祖父、あるいは曽祖父ともいわれているが、重時から政繁までは諸説あり、定かではない。そもそも早雲と一緒に駿河へ下向したのが盛昌である、とする異説もある。
永正の初め頃に元服したと推測され、宗瑞から「盛」の字の偏諱を受け、盛昌と名乗った。その後、父・発専の戦死を受け、家督を継いだとみられる。
永正7年（1510年）には鎌倉代官を務めており、鎌倉所在の自社統制にあたった。
盛時（早雲）亡き後は続いて北条氏綱に仕え、この間の業績として、大永6年（1526年）に里見義豊との鶴岡八幡宮の戦いで社殿が焼失した鶴岡八幡宮の再建のため造営総奉行に任じられ、笠原信為とともに再建事業にあたったことが挙げられる。また、同じく携わった北条為昌（北条氏綱の次男）の烏帽子親を務めて、「昌」の一字を与えている。為昌が玉縄城主に就任すると後見役となり、これに関連して鎌倉の代官を務めた。佐藤博信によれば、盛昌は本来は鎌倉郡を含めた相模国東部地域の代官であり、若年である北条為昌の玉縄城主就任に伴ってその後見となり、それに関連して鎌倉代官としての役目を果たすようになったと推定している。
天文6年（1537年）には吉原城防衛のために駿河へ派遣された（第一次河東一乱）。
天文10年（1541年）に氏綱が没し、氏康が後を継いだ際には家老の中でも最長老的な存在となっていた。
天文11年（1542年）に為昌が没すると、河越領を継承した。為昌の遺領のうち家臣筋が継承したのはこの河越領のみであったが、これは家中における盛昌の存在感によるものとされるが、その権限は御一家衆とは異なり、郡代に過ぎなかった。河越領継承以後の盛昌は河越城に在城し、河越領の支配にあたった。
史料上は天文19年（1550年）閏5月に鎌倉浄智寺に寺領を寄進した時が終見。
天文19年（1550年）もしくは20年（1551年）7月12日に62歳で没したと推測される。家督は嫡男の周勝が継いだ。